# Cheiracanthium brevidens
Cheiracanthium brevidens là một loài nhện trong họ Miturgidae.
Loài này thuộc chi Cheiracanthium. Cheiracanthium brevidens được miêu tả năm 1875 bởi Kroneberg.